# Sebastian Aris
Sebastian Aris (Viborg, Dinamarca; 9 de diciembre de 1995) es un baloncestista profesional danés con nacionalidad sueca. Con una estatura de 1,88 metros de altura que desempeña en la posición de base en las filas del Club Baloncesto Lucentum Alicante de la Primera FEB. Es internacional con la Selección de baloncesto de Dinamarca.

## Trayectoria deportiva
Nacido en Viborg, es un base formado en el Bakken Bears, con el que debutó en la temporada 2013-14 y se alzó con el título de la Basket Ligaen danesa en 2014 y en el que estuvo hasta la temporada 2016-17, cuando se marchó a Suecia.
En la temporada 2016-17, firma por el Malbas BBK de la Basketligan sueca.
En la temporada 2017-18, regresó a Dinamarca para jugar en el Svendborg Rabbits de la Basket Ligaen, en el que jugaría durante cuatro temporadas. 
En junio de 2021 se incorporó al Team Ehingen Urspring de la ProA de Alemania, pero en septiembre dejó el equipo, antes de que comenzara a competir oficialmente.
En 2022 jugó en las filas de los Saskatchewan Rattlers de la CEBL canadiense.
En la temporada 2022-23, firma por el Kaposvári KK de la A Division húngara.
El 4 de agosto de 2023, firma un contrato por una temporada con el Club Basquet Coruña de la Liga LEB Oro.
El 26 de noviembre de 2024, firma por el Club Baloncesto Lucentum Alicante de la Primera FEB.

## Selección nacional
Aris representó a su país a nivel juvenil, jugando en la División B del Eurobasket Sub-16 de 2011 y del Eurobasket Sub-18 de 2013.
Con la selección absoluta debutó en 2019, disputando los partidos clasificatorios para el Eurobasket 2021.